# Parafia św. Katarzyny Aleksandryjskiej w Grabienicach
Parafia Świętej Katarzyny Aleksandryjskiej w Grabienicach − jedna z 7 parafii leżącą w granicach dekanatu zagórowskiego. Erygowana w 1415 roku.

## Dokumenty
Księgi metrykalne: 
- ochrzczonych od 1945 roku
- małżeństw od 1945 roku
- zmarłych od 1945 roku